# Eduard von Oppersdorff

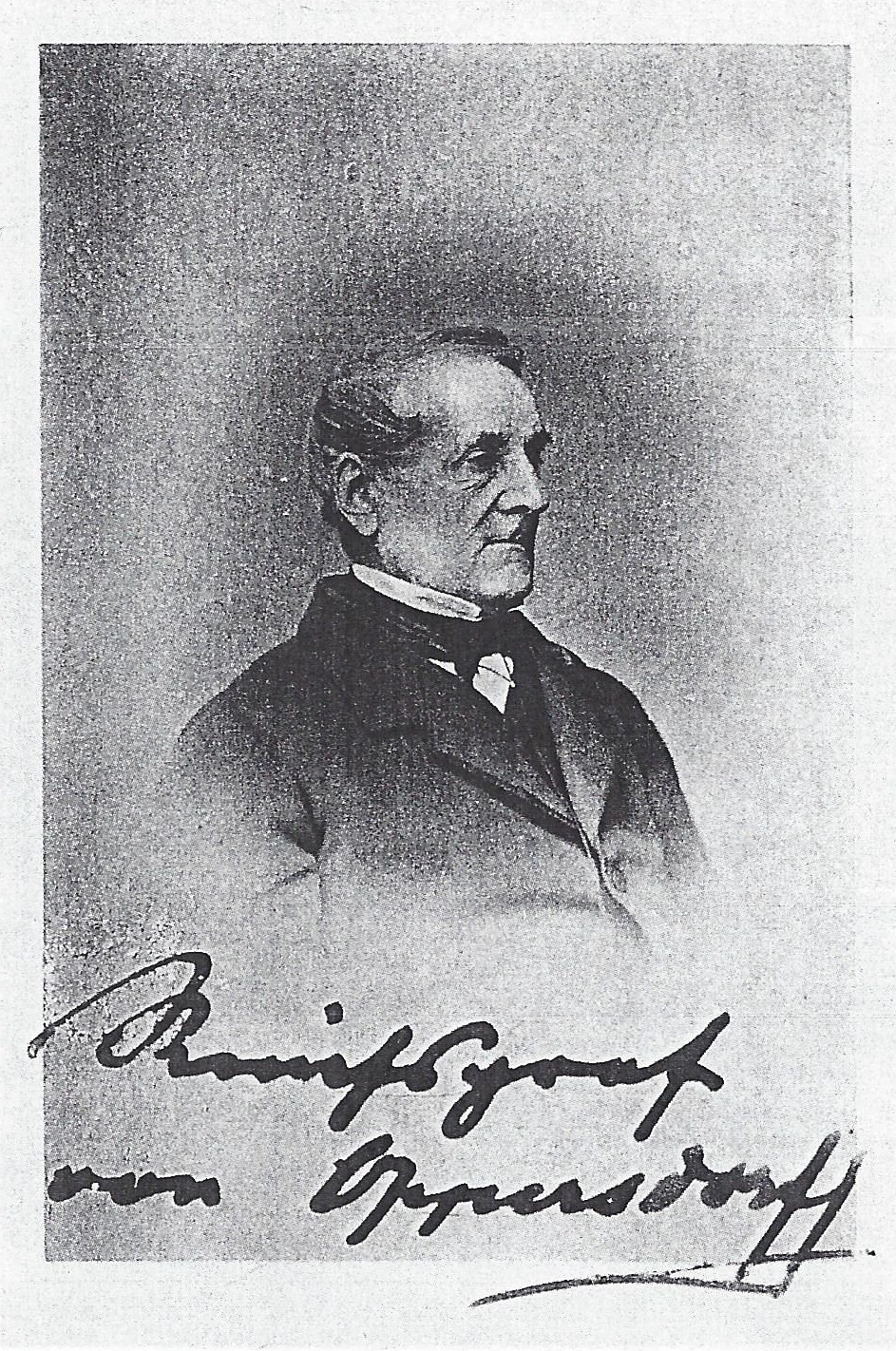
Reichsgraf Eduard von Oppersdorf

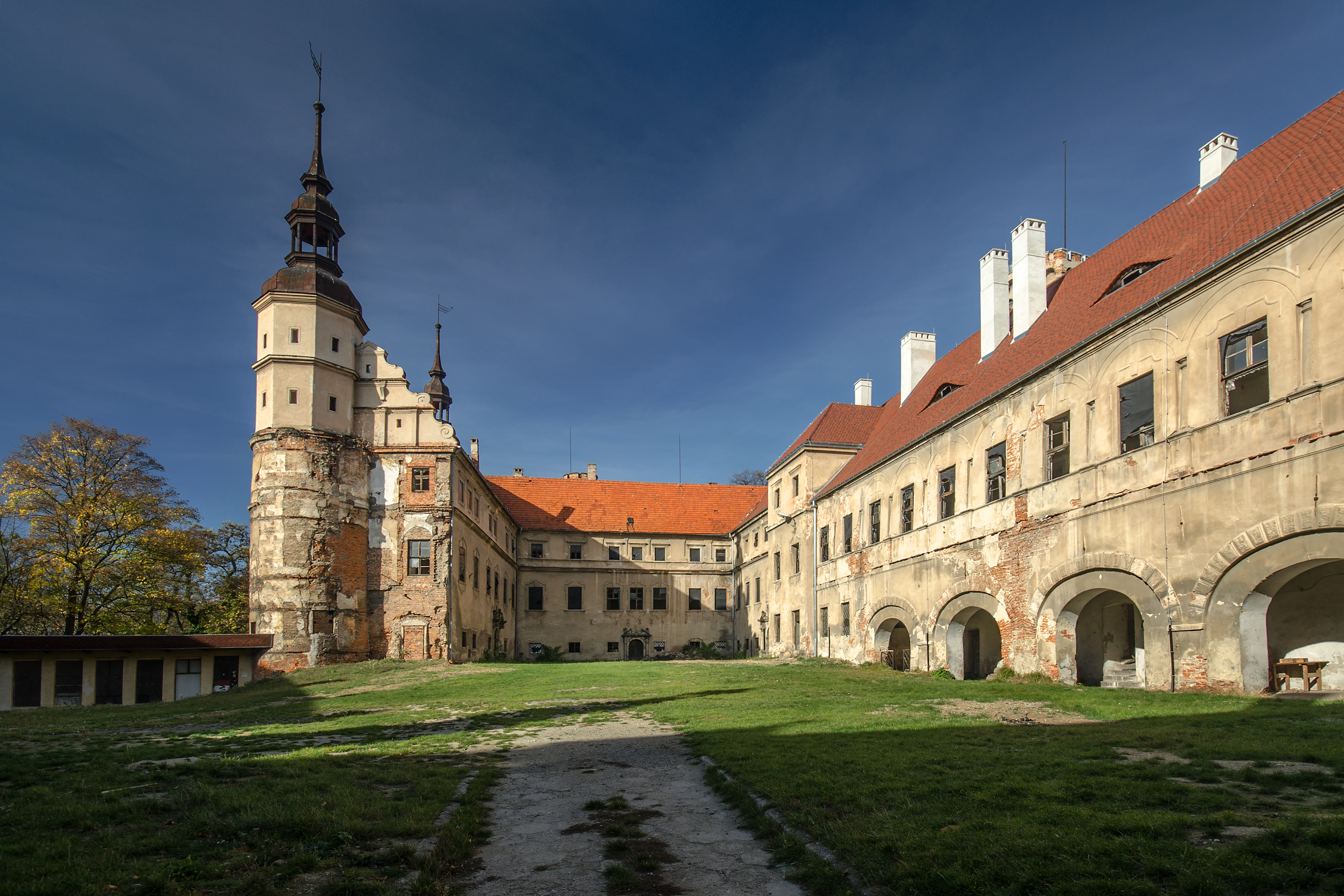
Schloss Oberglogau, Oberschlesien

Reichsgraf Eduard Georg Maria von Oppersdorff, Freiherr von Aich und Friedstein (* 20. Oktober 1800 in Oberglogau, Landkreis Neustadt O.S.; † 31. Januar 1889 ebenda) war ein deutscher Majoratsherr. Vor und nach der Deutschen Reichsgründung  war er Mitglied des Reichstages.

## Leben
Oppersdorff war ein Sohn des Grafen Franz von Oppersdorff, einem Freund Beethovens, und Majoratsherr der Fideikommissherrschaften Oberglogau und Nassiedl, der Allodialrittergüter Paulinerwiese, Dirschelwitz und Blaschewitz in Oberschlesien. Er war Mitglied des schlesischen Provinziallandtags, 1847 des Vereinigten Landtags, 1853 bis 1854 der Ersten Kammer des Preußischen Landtags, 1854 bis 1889 erbliches Mitglied des Preußischen Herrenhauses, zeitweise als dessen Alterspräsident.
Ab 1867 war er Mitglied des Reichstages des Norddeutschen Bundes und von 1871 bis 1873 war er Mitglied des Deutschen Reichstags für die Deutsche Reichspartei für den Wahlkreis Regierungsbezirk Oppeln 10 (Neustadt).
Oppersdorff heiratete das erste Mal am 10. Juli 1829 Karoline Gräfin von Sedlnitzky (1811–1839).  Am 14. Mai 1843 heiratete er in zweiter Ehe Julie Gräfin Henckel von Donnersmarck-Neudeck (1819–1858).
Söhne aus der ersten Ehe:
- Hans (1832–1877), Großgrundbesitzer
- Karl (1834–1865) ⚭ 1856 Sophie Gräfin von Magnis (1835–1884)

Sohn aus der zweiten Ehe:
- Eduard (1844–1924), Bergwerksunternehmer.